# Hans Majestät får vänta (film, 1931)
Hans Majestät får vänta är en svensk dramafilm från 1931 i regi av Theodor Berthels. I huvudrollerna ses Margit Manstad, Eric Barclay, Aina Rosén och Knut Lambert.

## Om filmen
Filmen premiärvisades den 16 mars 1931. Inspelningarna skedde 1930 vid Filmstaden i Råsunda med exteriörer från Stockholm av Adrian Bjurman. Manusförlaga var Oscar Rydqvists pjäs Hans Majestät får vänta som uruppfördes på Komediteatern i Stockholm 1926. Filmen var den sista svenskproducerade stumfilmen, den var eftersynkroniserad med musik och effekter, men utan tal för skådespelarna. Pjäsen har senare filmats 1945 i regi av Gustaf Edgren, se Hans Majestät får vänta.

## Rollista i urval
- Margit Manstad – Eva Linde
- Eric Barclay – kammarjunkare Carl Johan Stjärna
- Knut Lambert – Frans, Stjärnas betjänt
- Aina Rosén – Sonja
- Britta Vieweg – Adrienne, Stjärnas fästmö
- Ragnar Arvedson – Adriennes kavaljer
- Salomon Rabinowitz – Habermann, pantlånare
- Arne Lindenbaum – pantlånarens kassör
- Emmy Albiin – en gumma hos pantlånaren
- Tom Walter – en tidningspojke
- Sven Jerring – hallåman
- Theodor Berthels – den berusade grannen i frack
- Alma Bodén – värdinna på värdshuset
- August Lundmark – hovmarskalk på Slottet
- Carl Winsberg – Andersson, en äldre herre på nyårsfesten
- Justus Hagman – direktör Berge

## Musik i filmen
- Un petit baiser, kompositör Jean Larento, instrumental.
- Cupido (Scène du ballet), kompositör David Ottoson, instrumental.
- Evas vals, kompositör John Kåhrman, instrumental.
- Madrid, kompositör Helge Lindberg text Karl-Ewert, instrumental.
- Triumph der Schönheit, kompositör Franz von Blon, instrumental.